# Catachlorops maculatus
Catachlorops maculatus är en tvåvingeart som beskrevs av Burger 1999. Catachlorops maculatus ingår i släktet Catachlorops och familjen bromsar. Inga underarter finns listade i Catalogue of Life.